# جيش العدل
جيش العدل (بالفارسية: ارتش برابری) وهي منظمة وجماعة معارِضة إسلامية سنية في سيستان وبلوتشستان في إيران. بدأت الجماعة نشاطها بعد أشهر من إعدام عبد الملك ريغي زعيم حركة جند الله البلوشية بعد اعتقاله خلال المحاولة للسفر إلى قرغيزستان عبر إرغام الطائرة التي كانت تقله على الهبوط في بندر عباس جنوبي البلد. جيش العدل هو منظمة إرهابية محددة من قبل إيران والهند واليابان و الصین و باكستان
تقول حركة جيش العدل: «إنها تقاتل القوات الإيرانية لاستعادة حقوق المسلمين السنة في البلد وتتهم السلطات الإيرانية بممارسة مخططات ثورية طائفية في الإقليم وباقي المناطق التي يقطنها المسلمين السنة».
قائد جيش العدل هو عبد الرحیم ملازاده، الذي يصدر بياناته باسم “صلاح الدین فاروقي”، أمير جيش العدل، من مواليد 1979 بمدينة راسك التابعة لإقليم بلوشستان، ويعتبر من أبرز قادة المقاومة في بلوشستان، وكان ضمن جند الله التي أسسها عبد، والآن حاج صلاح الدين يقود جيش العدل البلوشي على نهج الأمير ريغي.

## الأهداف
تهدف جماعة جيش العدل وفقا لبياناتهم إلى:
- رفع راية التوحيد وإخراج كل مظاهر ما تصفها بالشرك من جميع الأراضي البلوشية في بلوشستان الغربية من إيران.
- ضرب وإضعاف الآلية العسكرية الإيرانية في جميع أرجاء بلوشستان، وإرباك النظام الإيراني وإشغاله داخليا.
- الدفاع عن أهل السنة في مختلف دول العالم.
- إرجاع حقوق البلوش المسلوبة من سلطات طهران: حقوق المواطنة، حقوق الأرض، الكرامة، حقوق الإنسان، ثروة البلاد المسلوبة وجوع الأهالي (بزعمهم).

## الهجمات
في 25 أكتوبر 2013، أعلنت الجماعة مسؤوليتها عن مقتل 14 من حرس الحدود الإيرانيين في مدينة سراوان. وزعمت الجماعة أن الهجوم جاء ردًا على 16 سجينًا من البلوش الإيرانيين كانوا ينتظرون تنفيذ حكم الإعدام. وأدين السجناء بتهريب المخدرات والتطرف. نتيجة للهجوم، شنق المسؤولون الإيرانيون 16 سجينًا في 26 أكتوبر 2013.
في 12 يوليو 2015، أعلنت الجماعة مسؤوليتها عن سبع كماين أسفر عن مقتل 13 وأصابة أربعة آخرين من حرس الثورى الايراني كان حرس الثورى الايراني يتجول في قرب زاهدان
في 26 أبريل 2017، أعلنت الجماعة مسؤوليتها عن كمين أسفر عن مقتل ما لا يقل عن تسعة من حرس الحدود الإيرانيين وإصابة اثنين آخرين. كان حرس الحدود الإيرانيون يقومون بدوريات على الحدود الباكستانية الإيرانية عندما تعرضوا للهجوم.
في ديسمبر 2018، تحملت الجماعة المسؤولية عن التفجير الانتحاري في مدينة جابهار الساحلية، مما أسفر عن مقتل اثنين من ضباط الشرطة وإصابة اثنين وأربعين آخرين.
في 29 يناير 2019، تحملت المجموعة مسؤولية القصف المزدوج في زاهدان مما أدى إلى إصابة ثلاثة ضباط شرطة.
في 2 فبراير 2019، أعلن جيش العدل مسؤوليته عن الهجوم على قاعدة الباسيج شبه العسكرية في جنوب شرق إيران وفقًا لوكالة تسنيم للأنباء. وأسفر الهجوم عن مقتل جندي شبه عسكري وجرح خمسة آخرين.
في 13 فبراير 2019، أسفر تفجير انتحاري في إيران استهدف حافلة تقل أفرادًا من الحرس الثوري الإسلامي عن مقتل 27 شخصًا.
في 9 ابريل 2024، نفذت الجماعة هجوم مسلح على سيارتين للشرطة الايرانية في منطقة سوران -مهرستان ادت لمقتل 6 عناصر من الشرطة الإيرانية حسب وكالة تسنيم الحكومية الإيرانية.
في 2025 يوليو 26،أستهدف مبنى دائرة القضاء "العدلية"، في مدينة زاهدان مركز محافظة سيستان وبلوشستان، جنوب شرق البلاد، صباح اليوم السبت مما أدى إلى استُشهاد ستة أشخاص وأُصيب 22 آخرون في هذا الهجوم الإرهابي الذي استهدف مبنى العدلية في المحافظة.
وبحسب البيان، فإن معظم الشهداء والجرحى من المواطنين المدنيين، ومن بين الشهداء امرأة وطفل. وا مقتل ثلاثة من العناصر الإرهابية، أحدهم كان يرتدي سترة ناسفة.وبذلك تم القضاء على المجموعة الارهابية بأكملها في المبنى.[]
[]
في 2025 اغسطس 10 حاول عدد من إرهابيي جيش العدل  في اقتحام مركز شرطة مدينة سراوان بمحافظة سيستان وبلوشستان الإيرانية في عملية إرهابية ولكن الشرطة الايرانية صدت الهجوم وبحسب المصادر الإيرانية وفي هذه الاشتباكات، قُتل 3 إرهابيين وأُلقي القبض على اثنين.
وا استشهد الشرطي خداداد باقري أحد أفراد شرطة سراوان
[]